# 松島町立松島第二小学校
松島町立松島第二小学校（まつしまちょうりつ まつしまだいにしょうがっこう）は、宮城県宮城郡松島町高城にある公立小学校。通称は松島二小（まつしまにしょう）、松二小（まつにしょう）、二小（にしょう）。

## 概要
町の中央部に位置する小学校で、付近には進学先のひとつである松島中学校がある。学校の東は東北本線が走り、すぐ南には田中川が流れている。高城地区や初原地区、根廻地区など8つの地区を学区とし、範囲は町域の7割を占める。
学制改革後の1949年、松島第一小学校（当時の松島小学校）から分離開校したのが起源である。開校から70年以上経っているが、町内の小学校では最も新しい。
校歌は1957年の制定で、岡本盛が作詞し、高澤新三郎が作曲した。歌は3番まであり、各番ごとに繰り返す箇所がある。また最後には校名の「松島第二小学校」が登場する。

## 沿革
- 1949年（昭和24年）
  - 4月1日 - 松島町立松島小学校（現在の松島第一小学校）より分離独立[5]。同校の桜渡戸分校を当校の分校に移管[6]。
  - 5月 - 父母教師会（現在のPTA）を結成[7]。
- 1950年（昭和25年）10月 - 新校舎を建設[5]。
- 1951年（昭和26年）4月 - 新校舎へ移転[5]。
- 1957年（昭和32年）12月 - 校歌を制定。教室を増設[7]。
- 1958年（昭和33年）4月 - 特殊学級（現在の特別支援学級）を開設[7]。
- 1959年（昭和34年）11月 - 全日本健康優良学校として、特選を受賞[7]。
- 1962年（昭和37年）10月 - 屋内体育館を落成[8]。
- 1963年（昭和38年）4月 - 桜渡戸分校を廃止[7]。
- 1966年（昭和41年）
  - 4月 - 県教育委員会より寄生虫予防指定校に指定[7]。
  - 10月 - 桜渡戸分校の校舎を、特別教室として移築[7][8]。
- 1967年（昭和42年）7月20日 - 簡易プールを落成[9]。
- 1968年（昭和43年）8月 - 同窓会を結成[8]。
- 1969年（昭和44年）2月 - 校旗を制定[7]。
- 1970年（昭和45年）4月1日 - 幼児学級を開設[10]。
- 1971年（昭和46年）2月 - 校舎を増築[7]。
- 1976年（昭和51年）4月 - かぶと松を校木に制定[7]。
- 1981年（昭和56年）4月 - JRCに加盟[7]。
- 1991年（平成3年）8月 - 4月に現在地に落成した新校舎へ移転[7]。
- 1992年（平成4年）
  - 3月 - 児童会の歌を制定[7]。
  - 7月 - 新プールを落成[7]。
- 1995年（平成7年）3月 - 水辺の里が完成[7]。
- 1999年（平成11年）4月 - 県教育委員会より教育課程研究指定校に指定される（2002年まで）[7]。
- 2003年（平成15年）8月 - 校舎の一部を、宮城県北部地震により被災した松島第四小学校に借与（2004年3月まで）[7]。
- 2007年（平成19年）4月1日 - 松島第三小学校および松島第四小学校を統合[7]。
- 2008年（平成20年）4月 - 学習支援室システム整備事業指定校に指定される（2010年3月まで）[7]。
- 2010年（平成22年）4月 - 知的学級を開設し、通級指導を開始[7][1]。
- 2011年（平成23年）3月11日 - 東北地方太平洋沖地震により校舎やプールなどが被災[7]。
- 2013年（平成25年）3月 - 少年消防クラブが全国表彰を受ける[7]。

## 通学区域と進学先中学校
出典

### 学区
- 松島町
  - 高城のうち、夏井、馬場一、馬場二、城内二、明神一、明神二、明神三、明神四、居網一、居網二、石田沢一、石田沢二、柿ノ木、白坂、愛宕一（1 - 20番地以外）、愛宕三、動伝一、動伝二、動伝三、井戸江一、松の杜、三居山一、三居山二、根崎、田中裏、反町一、反町二、反町三、反町四、前田沢、小森一、小森二、田中二
  - 初原
  - 根廻
  - 桜渡戸
  - 手樽
  - 幡谷のうち、小深ケ田、地蔵、沼田、原ヶ沢、八幡、後沢、泉ケ原、沢乙（一部）、曲田
  - 北小泉のうち、台山、歌ノ入、長沢以外の区域
  - 竹谷のうち、八反田、巻ノ上、前蒲、後蒲、清水前、藤ノ巻、下内原、大黒沢、山崎、大日向、清水、釜ケ沢、丸森、鳶ケ沢、中才、保手崎、貝殻塚、後沢、二子屋、萱倉、黒森沢、上内原、鴻ノ谷地、川欠、後蒲関下、蓑輪沢、小川添（一部）

### 進学先中学校
- 松島町立松島中学校（松島町高城）

## アクセス
- 松島町営バス「北松島線」で、「松島第二小学校前」停留所下車。
  - ただし、「松島第二小学校前」停留所に停車するのは、平日の第1便と第4便・第5便の3本のみ。なお、第2便・第3便・第6便(最終便)と土休日は通過する他、中廻り便は「松島第二小学校前」停留所は非経由となる[11][12]。
- JR東日本東北本線愛宕駅より、正門前の歩道橋経由で、
  - 出口1（下り線(小牛田・一関・盛岡方面)）から、徒歩約335m・約5分。
  - 出口2（上り線(仙台・白石・福島方面)）から、徒歩約360m・約6分。
- NEXCO東日本三陸自動車道松島北ICから、車で約850m・約2分。

## 周辺
- 松島町立松島第二幼稚園 - 同一建物内で、かつ進学前幼稚園。
- 宮城県道8号仙台松島線
- 田中川
- ファミリーマート宮城松島あたご店
- 初原郵便局
- 長慶寺
- JR東北本線愛宕駅
- 松島町立松島中学校
- 松島町学校給食センター